# Antonio Cortina Farinós
Antonio Cortina Farinós – hiszpański malarz i rzeźbiarz pochodzący z Walencji.
Pochodził z ubogiej rodziny, będąc dzieckiem zbierał nawóz na ulicach Walencji, przez co przezywano go femateret lub femater, nie pozwalając mu zapomnieć o skromnym pochodzeniu. Po pracy odwiedzał pracownię rzeźbiarza Rafaela Alemany. Mając 10 lat zaczął uczęszczać do Królewskiej Akademii Sztuk Pięknych San Carlos w Walencji. W akademii jego talent do rysunku odkrył profesor Antonio Marzo Pardo. Odwiedził jego rodziców i odkrył, że Cortina był znany w okolicy jako rysownik karykatur, które umieszczał na białych ścianach domów, często ku dezaprobacie sąsiadów. Otrzymał również wsparcie od dyrektora akademii, Juana Dordá. Profesor Luis Gonzaga del Valle uzyskał dla niego stypendium miasta Walencja oraz stypendium akademii. Dzięki temu Cortina mógł kontynuować studia w latach 1856-62.
W 1858 r. przedstawił popiersie Juana Plaza wykonane w gipsie na Krajowej Wystawie Sztuk Pięknych w Madrycie. Uznanie artystyczne i społeczne zdobył w 1877 r., kiedy został honorowym członkiem Ateneo Científico y Literario de Valencia. Zaprzyjaźnił się z artystami takimi jak Joaquín Sorolla, Ignacio Pinazo Camarlench, Francisco Domingo Marqués, Joaquín Agrasot, Emilio Sala Francés i Juan Peyró Urrea.
Ważniejsze dzieła malarskie to La tempestad, La apoteosis de la conquista de Valencia, a rzeźbiarskie to Primavera.